# Maurice Leloir
Maurice Leloir (1. listopadu 1853, Paříž – 7. října 1940 tamtéž) byl francouzský malíř, grafik, ilustrátor, historik, spisovatel, sběratel, organizátor výstav, předseda Společnosti francouzských akvarelistů a zakladatel Společnosti pro dějiny odívání.

## Život
Maurice Leloir se narodil jako syn malíře a portrétisty Augusta Leloira (1809–1892), který mu s jeho matkou, akvarelistkou Heloisou Colinovou (1820–1874), poskytl umělecké vzdělání, obdobně jako jeho staršímu bratrovi, také malíři Alexandrovi-Louisovi Leloirovi (1843–1884). Svá díla začal vystavovat v Salónu francouzských umělců (Salon des artistes français) a roku 1879 se stal zakládajícím členem a předsedou Společnosti francouzských akvarelistů (Société des aquarellistes français). Těžiště jeho tvorby je však v knižních ilustracích.
V letech 1882–1896 se podílel na ilustracích Molièrova díla, roku 1884 získal uznání za své ilustrace ke knize Sentimentální cesta po Francii a Itálii od Laurence Sterna a roku 1885 za ilustrace k Manon Lescaut od Abbé Prévosta. Světovou proslulost pak získal roku 1894 ilustracemi k Dumasovu románu Tři mušketýři a později k jeho dalšímu románu Paní z Monsoreau. Ilustroval také například Vyznání od Jeana-Jacquesa Rousseaua, pikareskní romány Lazarillo z Tormesu či Gil Blas od Alaina-Reného Lesage.
Leloir byl také velkým odborníkem v oblasti historie módy. Napsal o této problematice několik knih a v lednu roku 1907 založil Společnost pro dějiny odívání (Société de l'histoire du costume) a stal se jejím předsedou. Byl sběratelem historických kostýmů a svou sbírku více než dvou tisíc kostýmů z různých období věnoval roku 1920 Muzeu dějin Paříže. Roku 1928 pobýval v Hollywoodu, kde navrhl stavby a kostýmy pro americký němý film Železná maska (The Iron Mask) natočený podle Dumasova románu Tři mušketýři ještě po deseti letech s Douglasem Fairbanksem v hlavní roli.
Za svého života zorganizoval několik výstav historických kostýmů. Roku 1899 obdržel Řád rytíře čestné legie. Jeho rozsáhlý slovník Slovník oděvů a doplňků vyšel až po jeho smrti.

## Knižní publikace
- Une femme de qualité au siècle passé, Paris, 1778 (1899),
- Le Roy soleil (1904, Král slunce), společně s Gustavem Toudouzem (1857-1904).
- Cinq mois à Hollywood avec Douglas Fairbanks (1929, Pět měsíců v Hollywoodu s Douglasem Fairbanksem).
- Histoire du costume de l'Antiquité à 1914 (1933–1949, Dějiny odívání od antiky do roku 1914), vydáváno pod vedením Maurice Leloira, dokončeno po jeho smrti.
- Dictionnaire du costume et de ses accessoires, des armes et des étoffes, des origines à nos jours (1951, Slovník oděvů a doplňků, zbraní a materiálů od jejích počátků až po současnost).

## Galerie knižních ilustrací

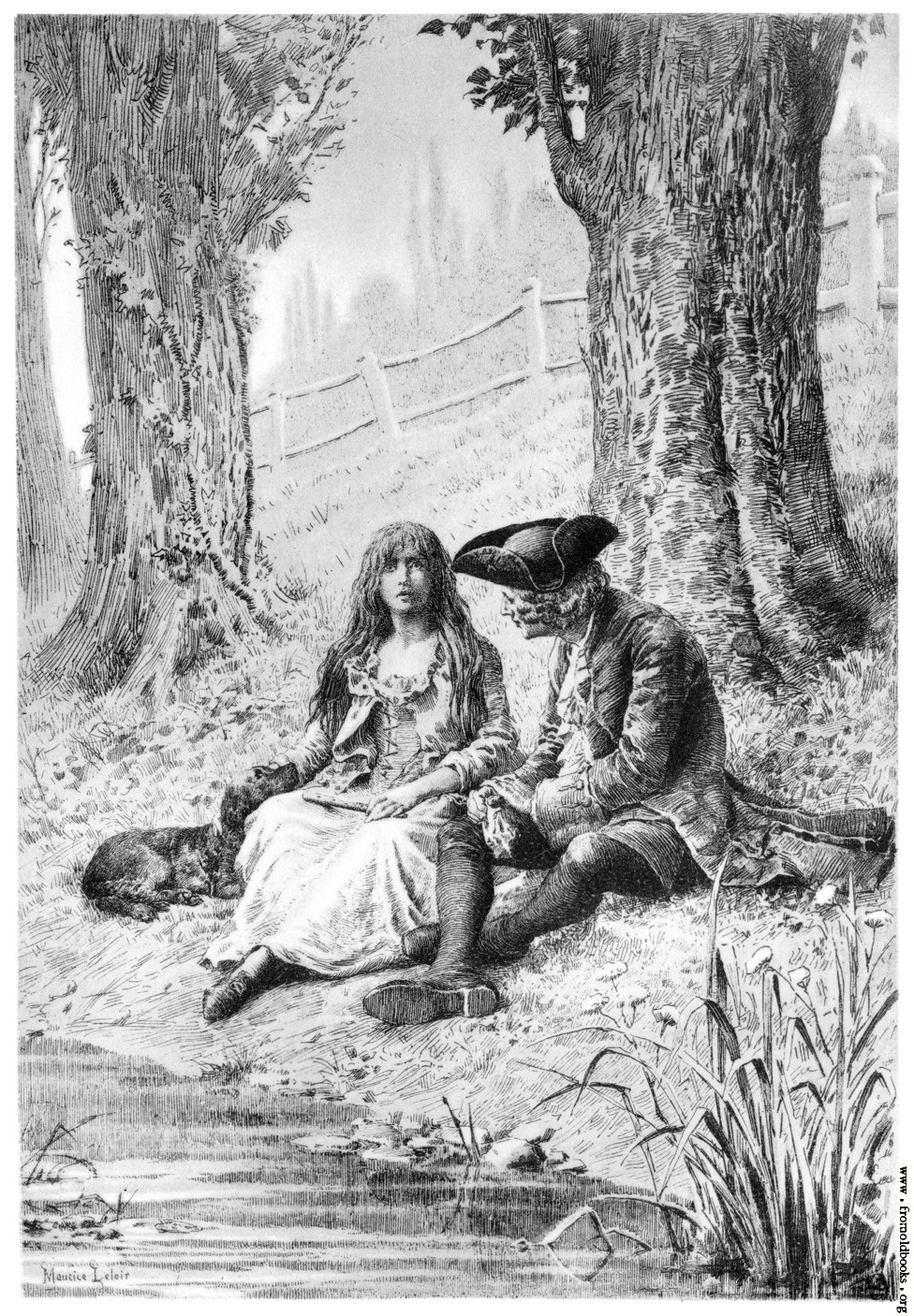
Sterne: Sentimentální cesta po Francii a Itálii
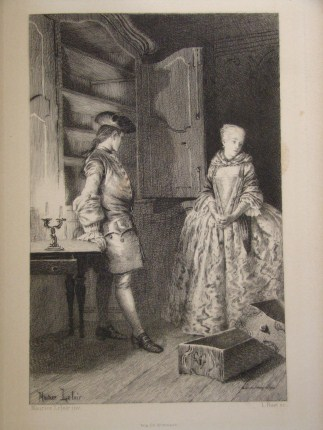
Prévost: Manon Lescaut
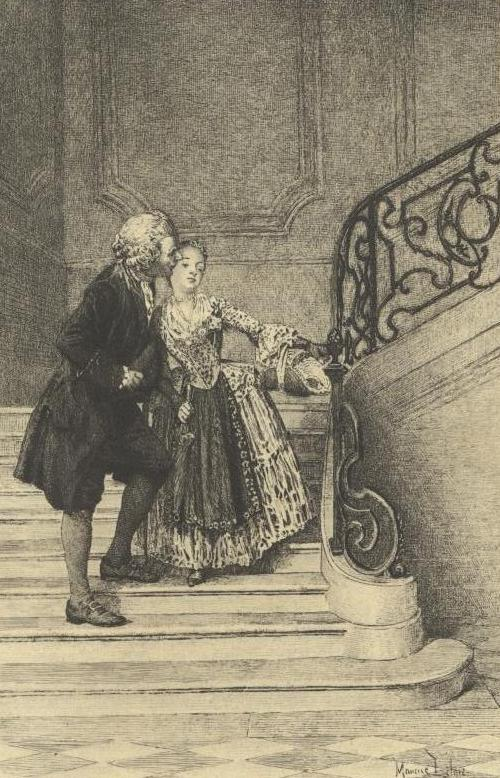
Jean-Jacques Rousseau: Vyznání
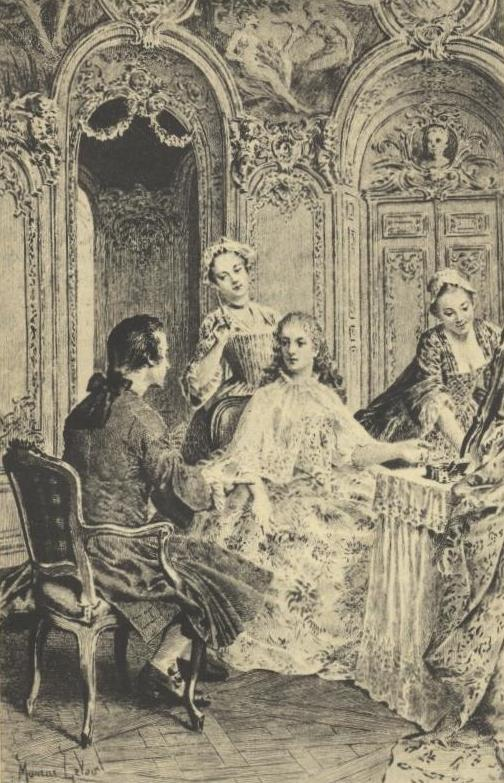
Jean-Jacques Rousseau: Vyznání
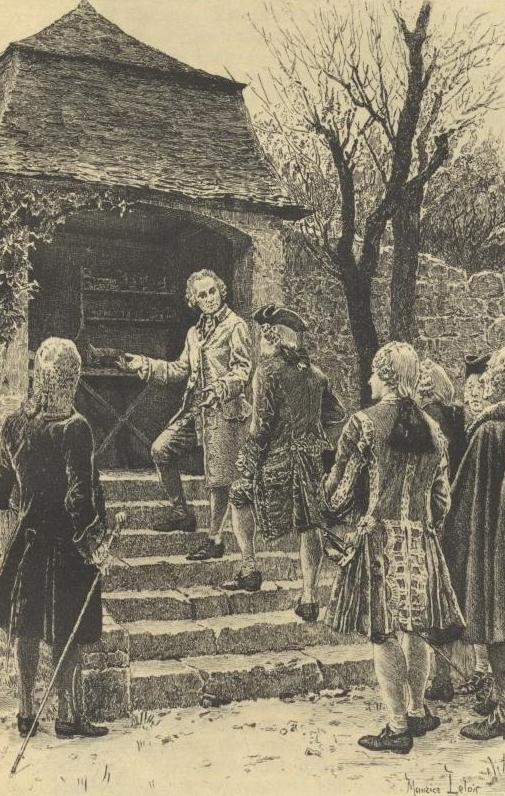
Jean-Jacques Rousseau: Vyznání
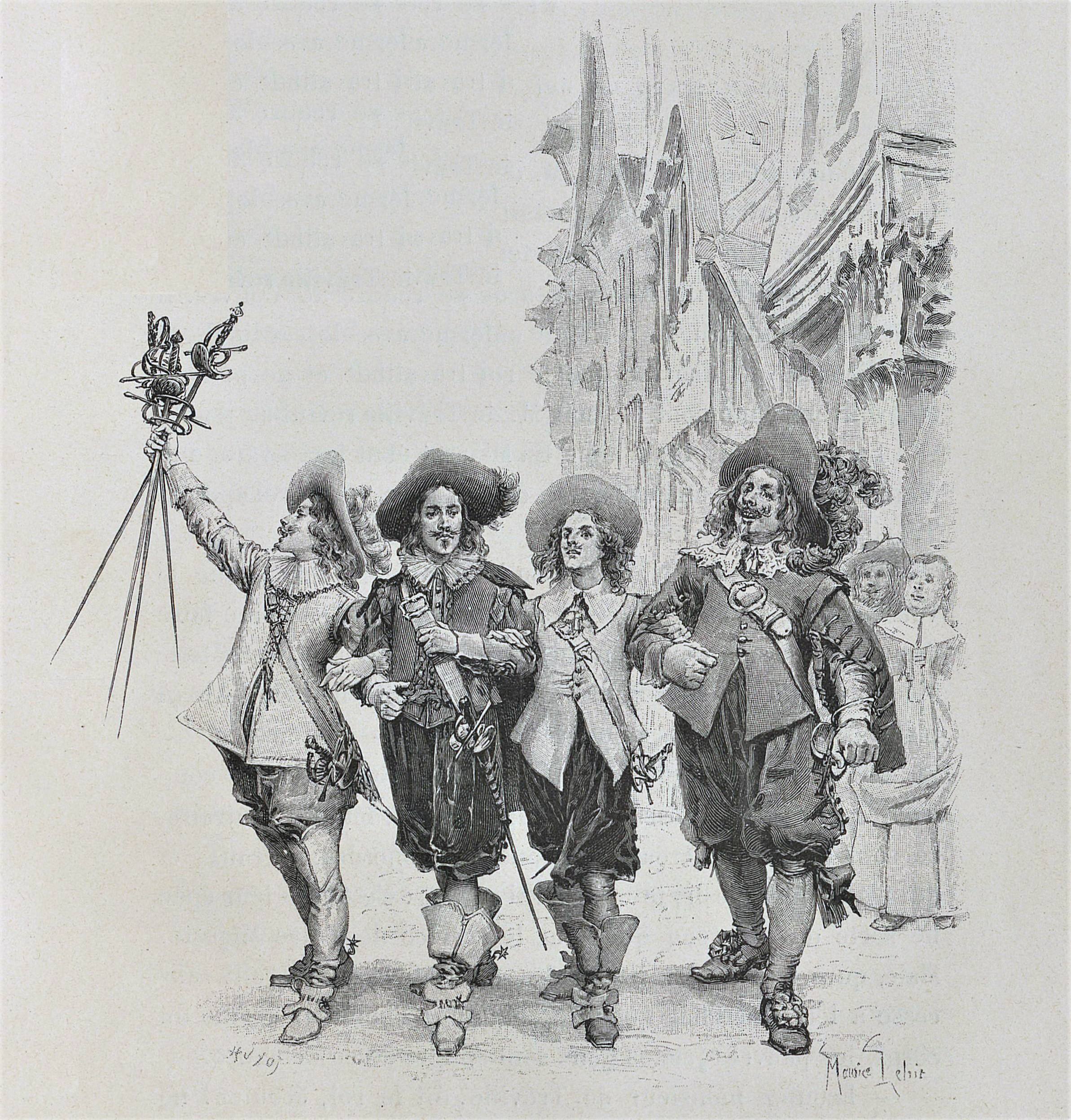
Dumas: Tři mušketýři
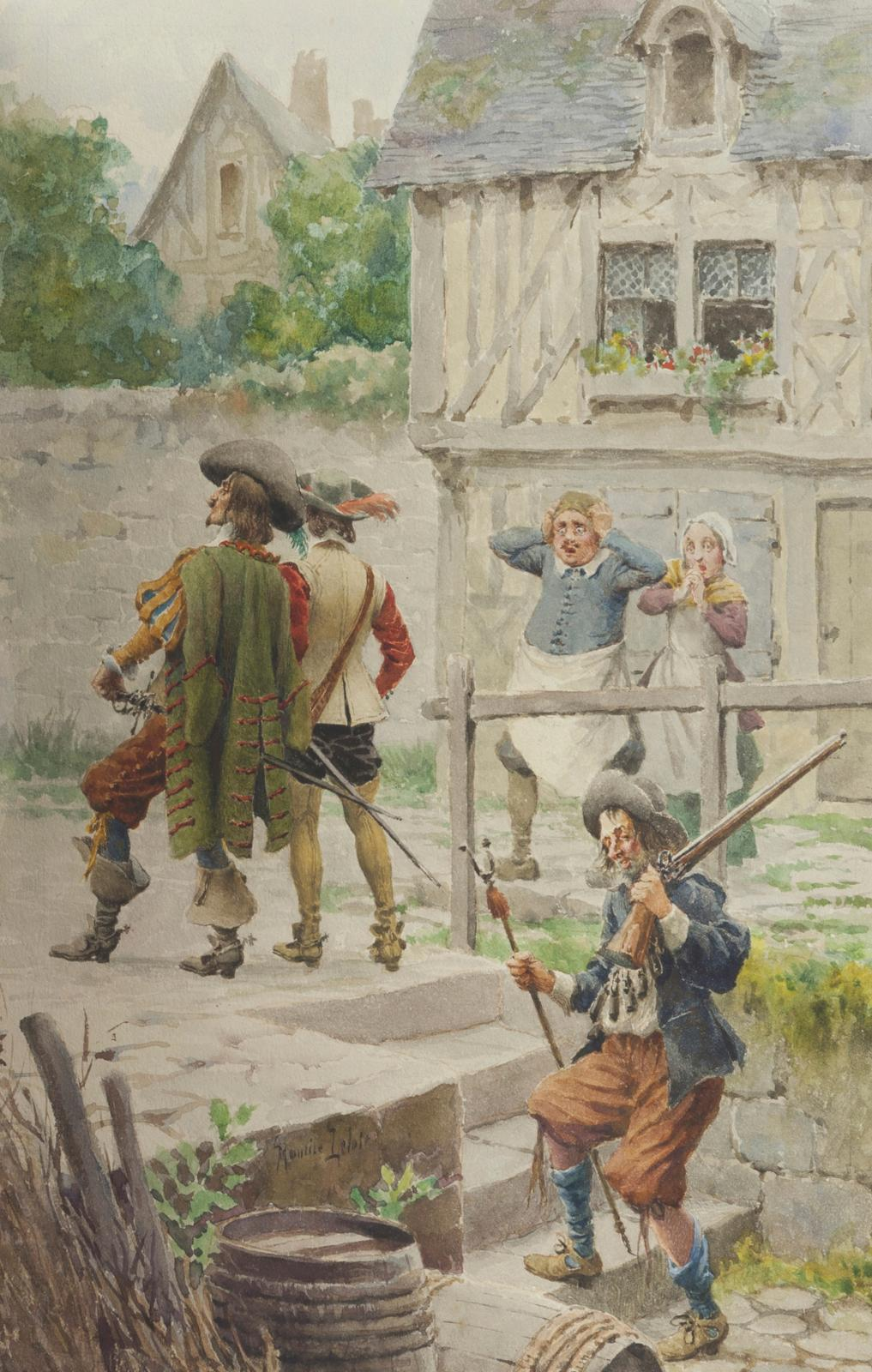
Dumas: Tři mušketýři
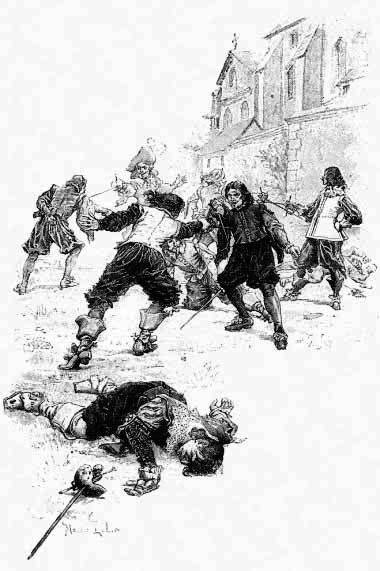
Dumas: Tři mušketýři
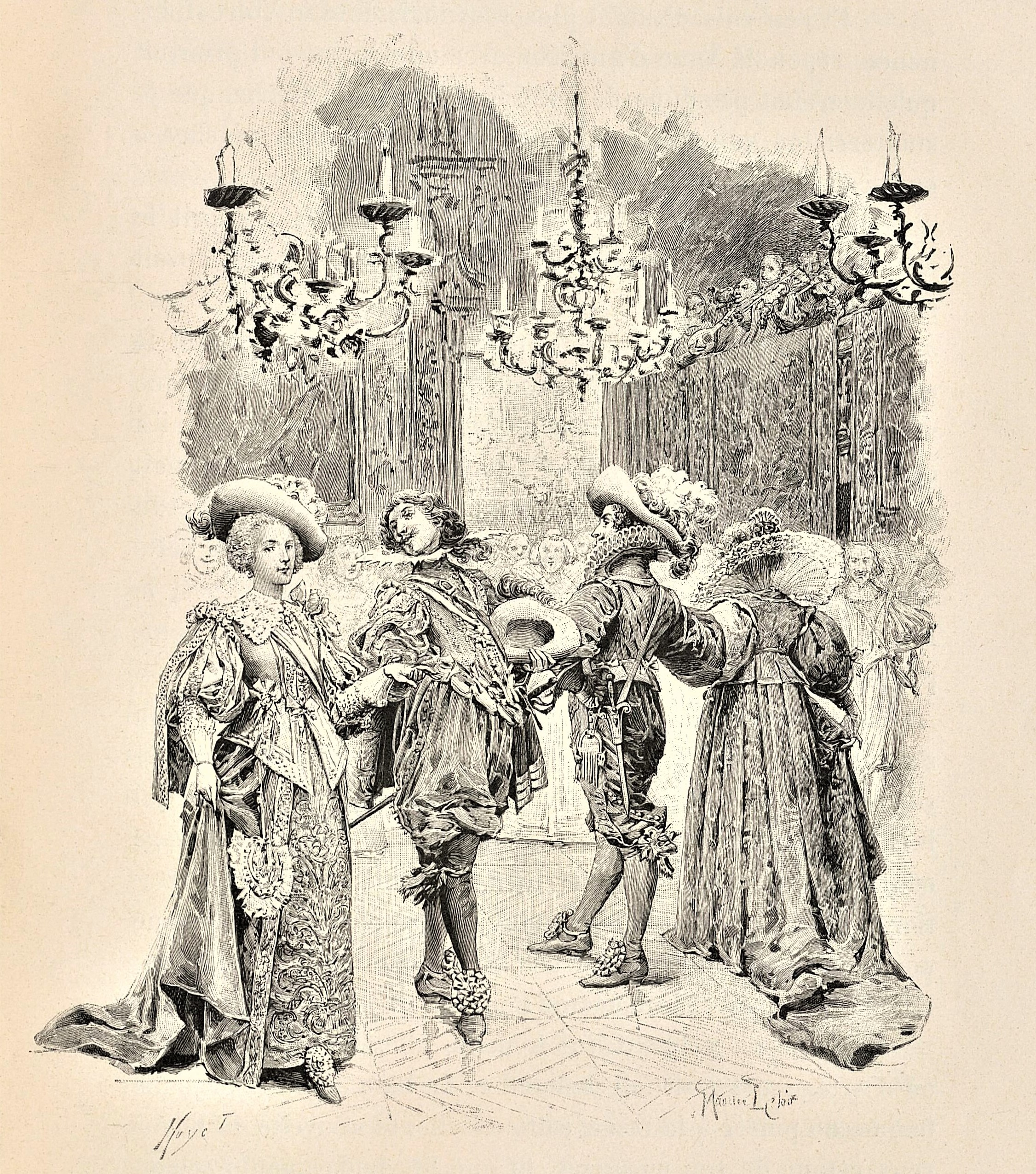
Dumas: Tři mušketýři
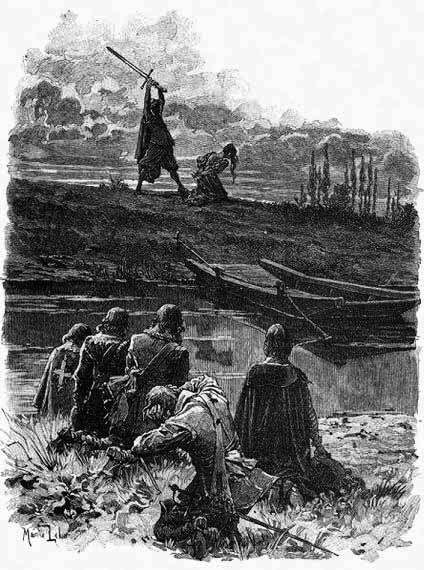
Dumas: Tři mušketýři
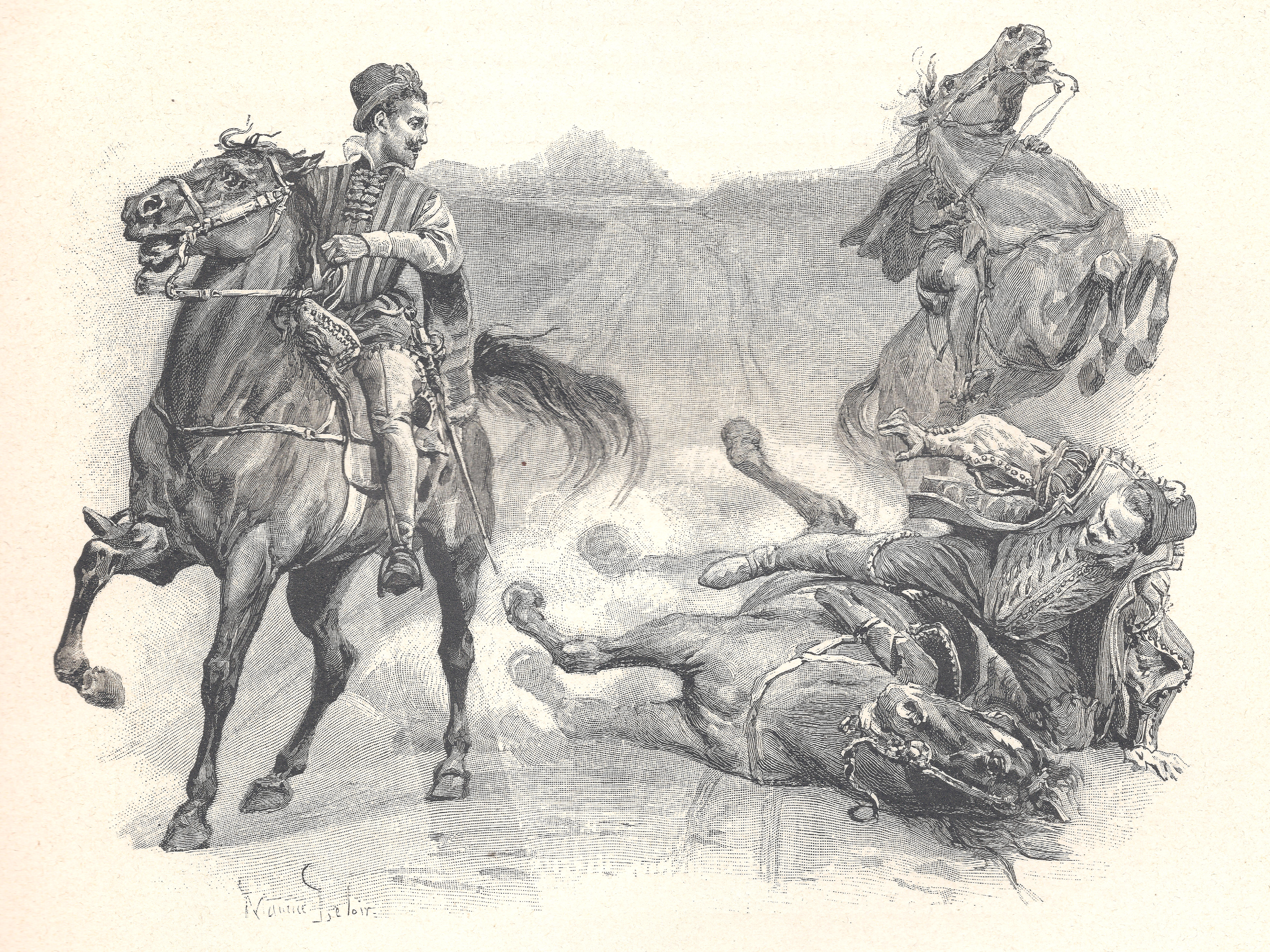
Dumas: Paní z Monsoreau
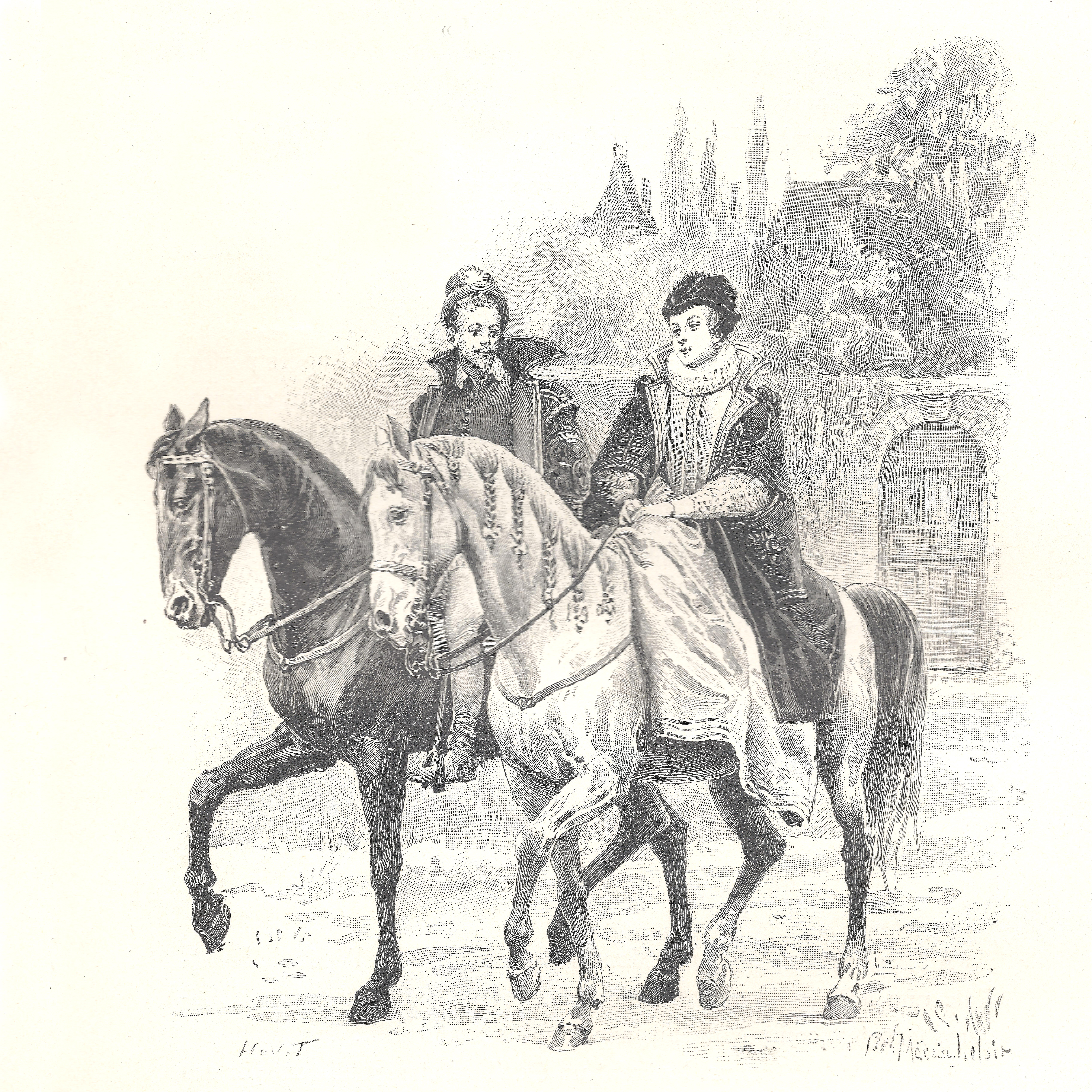
Dumas: Paní z Monsoreau
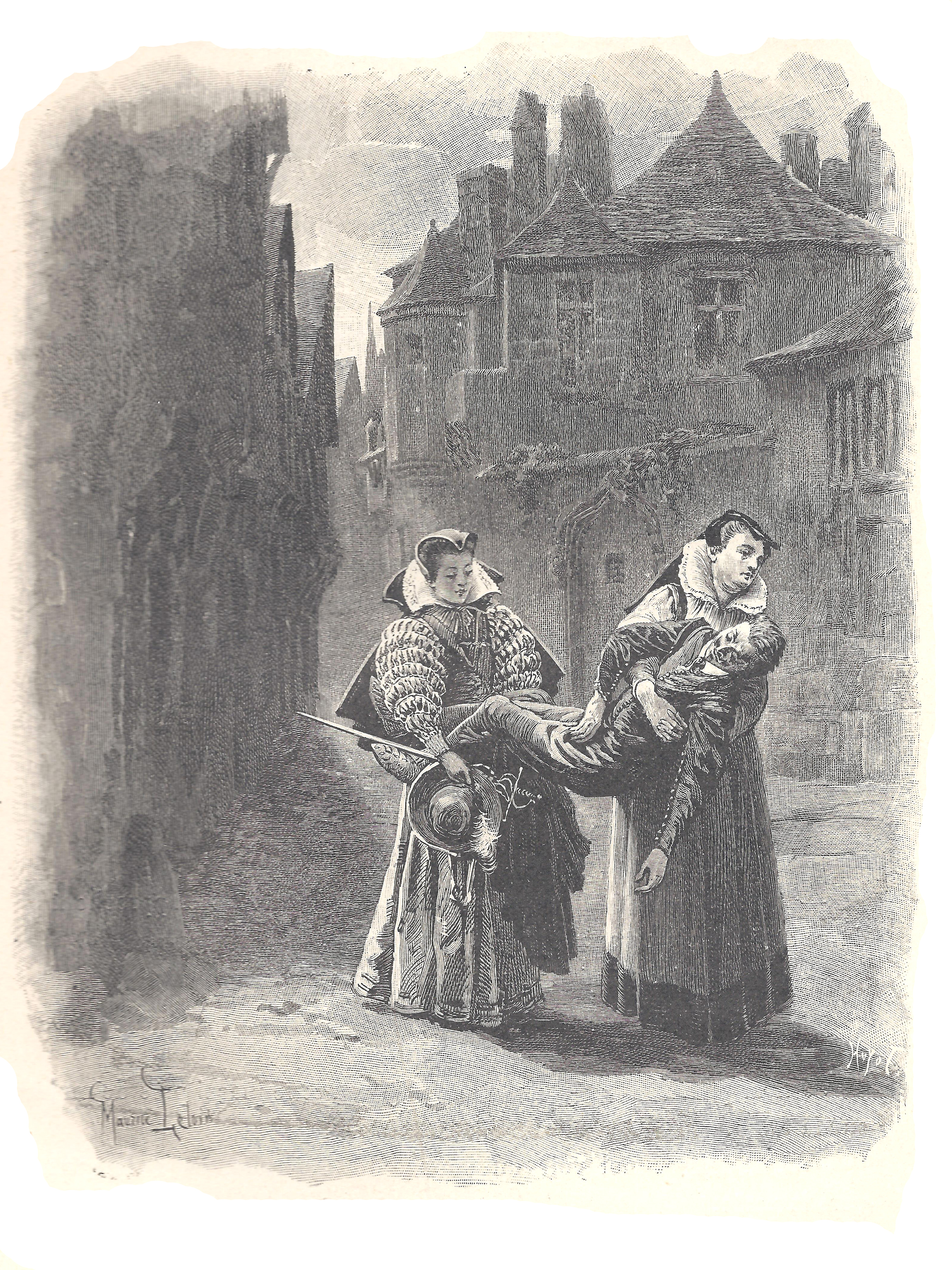
Dumas: Paní z Monsoreau
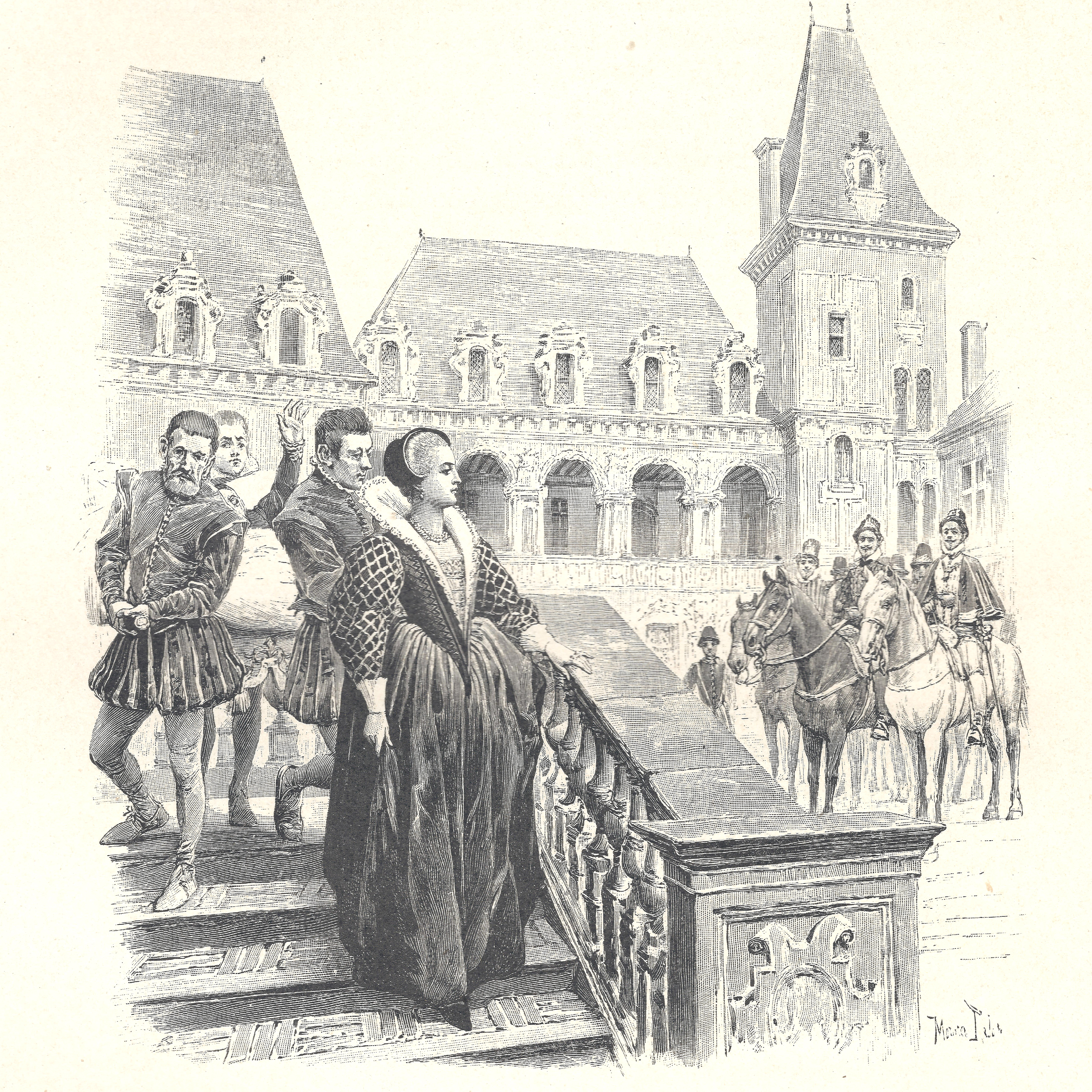
Dumas: Paní z Monsoreau
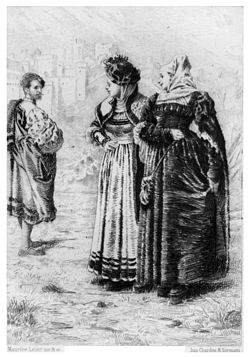
Lazarillo z Tormesu